# 山姆·班克曼-弗里德
山姆·班克曼-弗里德（英語：Sam Bankman-Fried，1992年3月6日—），也译萨姆·班克曼-弗里德，美国企业家、加密貨幣交易所FTX的创始人兼首席执行官，简称“SBF”。他还通过 Alameda Research 管理资产，Alameda Research 是他在2017年10月创立的一家量化加密货币交易公司。
FTX在2022年底發生償付能力危機，導致FTX的原生加密貨幣FTT崩潰。2022年11月11日FTX申請破產，班克曼-弗里德宣佈他將逐步減少Alameda Research的業務，並辭去FTX首席執行官的職務。
2022年12月12日，巴哈马政府宣布逮捕FTX创始人山姆·班克曼-弗里德，将对FTX倒闭开展监管和刑事调查，美国执法机构亦已计划提出刑事指控及引渡请求。

## 生平
山姆·班克曼-弗里德于1992年出生于加利福尼亚州斯坦福市，是斯坦福大学法学院的法学教授芭芭拉·弗里德和约瑟夫·班克曼的儿子。 在他大约 14 岁时，他的母亲注意到他自发地对功利主义产生了兴趣。 后来，他参加了加拿大/美国数学夏令营。 
2010年至2014年，班克曼-弗里德就读于麻省理工学院，期间住在一个名为Epsilon Theta的男女同校的集体宿舍裡。2012 年，他撰写了有关功利主义、棒球和政治的博客。 2014年，他获得物理学学位。 
2017年，SBF用自有资金创办加密货币量化交易公司Alameda Research （页面存档备份，存于），在一年内跃升为行业头部量化公司。目前，Alameda Research管理超过10亿美元的自有资产，平均日交易量约为50-100亿美元。
班克曼-弗里德的职业生涯始于简街资本，这是一家自营交易公司，交易国际ETFs。2017年10月，他创立了量化交易公司 Alameda Research，2019年5月，SBF创办数字资产衍生品交易平台FTX。由于FTX创新的产品和对于市场需求的敏锐嗅觉，在短短一年半内，SBF便带领FTX跻身于全球数字资产交易所排名前四位。 （截至2021年，FTX拥有Alameda Research约90%的股份。)
2018年1月，他组织了一次套利交易，每天高达2500万美元，以利用日本比美国更高的比特币价格。 在参加了 2018 年底于澳門举行的加密货币会议后，同时也受到比特币现金分叉的启发，他搬到了香港。
2020年9月，去中心化交易所Sushiswap在被交给社区之前，班克曼-弗里德就已经获得了控制权。
2020年12月，《福布斯》发布2021年30位30岁以下最成功企业家年度榜单，SBF入选。
2021年2月，福布斯公布11位加密亿万富翁，SBF以45亿美元净资产位列第二位。
2021年2月，SBF创办的FTX数字资产衍生品交易平台成立FTX慈善基金会 （页面存档备份，存于）。SBF成立FTX之初，就以将资金捐赠给世界上最具影响力的慈善机构为目标，FTX及其附属公司和其员工已经捐赠了超过1000万美元，以帮助拯救生命，保护自然，并建设更美好的未来。
2021年4月，SBF以100亿美元财富位列《2021胡润全球白手起家U40富豪榜》第15位。
2021年10月，SBF登上福布斯封面，被评选为全球30岁以下最富有的人之一。
2021年12月，SBF应邀出席美国国会加密听证会，并在会上进行发言听证。
2021年12月，SBF被Decrypt评为年度最佳CEO。
2022年2月9日，SBF应邀出席由US Senate Committee on Agriculture, Nutrition, & Forestry举办的主题为《Examining Digital Assets: Risks, Regulation, and Innovation》的听证会，其他参会人员包括商品期货交易委员会主席罗斯汀·贝南、全球区块链商业委员会 CEO 桑德拉· 罗等。
2022年4月27日，FTX巴哈马总部正式动工。
2022年5月23日，SBF 入选美国《时代》杂志 2022 年「全球百大影响力人物」榜单，SBF 也是加密行业唯一入选时代百大的人物。
2022年6月2日，SBF已在捐赠承诺平台Giving Pledge签署捐赠承诺，会将大部分财产用于慈善事业。 
2022年11月其所創辦全球第3大加密貨幣平台FTX傳出破產，在坦承自己搞砸後辭去執行長一職，之後更是傳出FTX遭到駭客入侵，超過6億美元的資產消失。根據《路透社》報導指出，在加密貨幣交易所FTX申請破產保護後，就有消息指出，FTX創辦人佛瑞德透過作假帳的方式，將FTX的資金秘密轉移至自身的私人公司「阿拉美達研究」（Alameda Research）。
2022年12月12日，山姆·班克曼-弗里德在巴哈马被捕。美国纽约南区联邦检察官办公室指控班克曼-弗里德犯有八项欺诈罪，並指控班克曼-弗里德窃取了数以十亿美元计的客户资金，同时误导投资者和贷款机构。12月22日，山姆·班克曼-弗里德缴付2.5亿美元保金，其必須住在父母在加利福尼亚州的家中等待审判。
2023年11月2日，山姆·班克曼-弗里德被纽约陪审团判定有罪。
2024年3月28日，法院判处山姆·班克曼-弗里德25年监禁。

## 慈善事业
班克曼-弗里德是有效利他主义的支持者，并追求将挣钱奉献作为一种利他事业。他是 Giving What We Can 的成员，并计划在他的一生中将他的大部分财富捐赠给有效的慈善机构。
他的公司FTX的政策是将其收入的 1% 捐赠给慈善机构。他是 2020 年选举周期中向乔·拜登捐款最多的CEO之一，个人捐赠 520 万美元，仅次于迈克尔·布隆伯格。

## 个人生活
Bankman-Fried是素食主义者。他声称，在没有会议的时候，他每晚只睡四个小时，在办公室的豆袋椅上，挨着他的电脑睡觉。事实上，他确保他办公室的每个房间都有豆袋椅可以用来睡觉。他与室友合租一套公寓。他几乎从不喝酒，也不去度假。